# Stylops fukuiensis
Stylops fukuiensis  (лат.) — вид веерокрылых насекомых рода Stylops из семейства Stylopidae. Япония, Хонсю (Fukui Pref.).
Паразиты пчёл вида Andrena miyamoto Hirashima (подрод Hoplandrena, род Andrena, Andrenidae). Лапки самцов 4-члениковые, усики 6-члениковые с боковыми отростками. Голова поперечная. Обладают резким половым диморфизмом: самцы крылатые (2 пары узких крыльев: передние маленькие и узкие, задние широкие), самки бескрылые червеобразные эндопаразиты.
Вид был впервые описан в 1991 году японским энтомологом Тэйдзи Кифунэ (Kifune Teiji; Department of Parasitology, School of Medicine, Университет Фукуоки, Фукуока) и именован S. fukuiensis по названию местонахождения типовой серии (Fukui Pref.).
В одной из новых работ по роду Stylops  в ходе анализа ДНК авторами (Straka et al., 2015) рассматривается в качестве предположительного синонима вида ?=Stylops yamatonis Kifune & Hirashima, 1985 (в статусе «Supposed new junior subjective synonym», что на 2018 год не подтверждено соответствующими профильными базами данных, например, Eol.org и Strepsiptera database).